# ساقی (فیلم ۱۳۴۹)
ساقی فیلمی به کارگردانی و نویسندگی جمشید شیبانی محصول سال ۱۳۴۹ است.

## خلاصه داستان
همسر زنی در شب عروسی می‌گریزد…

## بازیگران
- عارف
- فریبا خاتمی
- علی میری
- رضوان
- پیمانه
- حمید شیرازی
- فریدون نریمان
- طاطایی
- هاله (سیمین دیوسالار)